# Kem tỏi

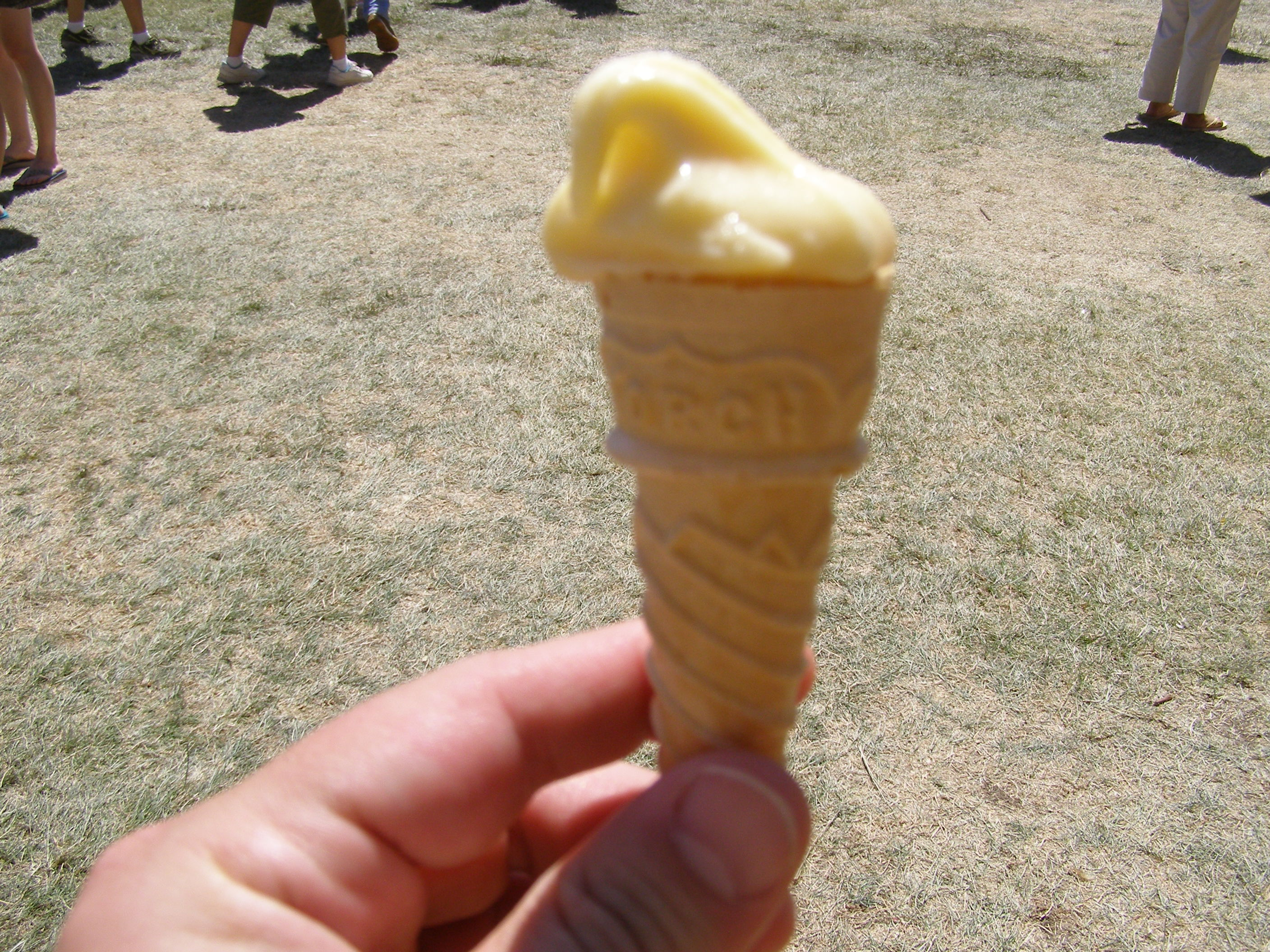
Một quặng kem tỏi

Kem tỏi là một món kem lạnh bao gồm kem được thêm vào các hương vị vani, mật ong và tỏi. Món kem này đặc trưng tại nhiều lễ hội tỏi, bao gồm Lễ hội tỏi Gilroy ở Gilroy, California.

## Chế biến
Theo công thức của nhà hàng có cơ sở tại San Francisco, The Stinking Rose, nổi tiếng về các món ăn có tỏi, kem tỏi là kem vani với một ít tỏi. Scandinavian Garlic & Shot có cơ sở tại Södermalm phục vụ kem tỏi, về cơ bản là sự kết hợp giữa kem có hương vị mật ong và tỏi. Kem tỏi là hương vị thơm ngon.

## Tiếp nhận
Những người thưởng thức kem tỏi tại Lễ hội Tỏi và Nghệ thuật Bắc Quabbin năm 2012 đã có phản hồi tích cực về hương vị kem, một trong số họ nhận xét rằng nó "thực sự là kem, hương vị tinh tế, bạn có thể nếm tỏi".

## Sử dụng đáng chú ý

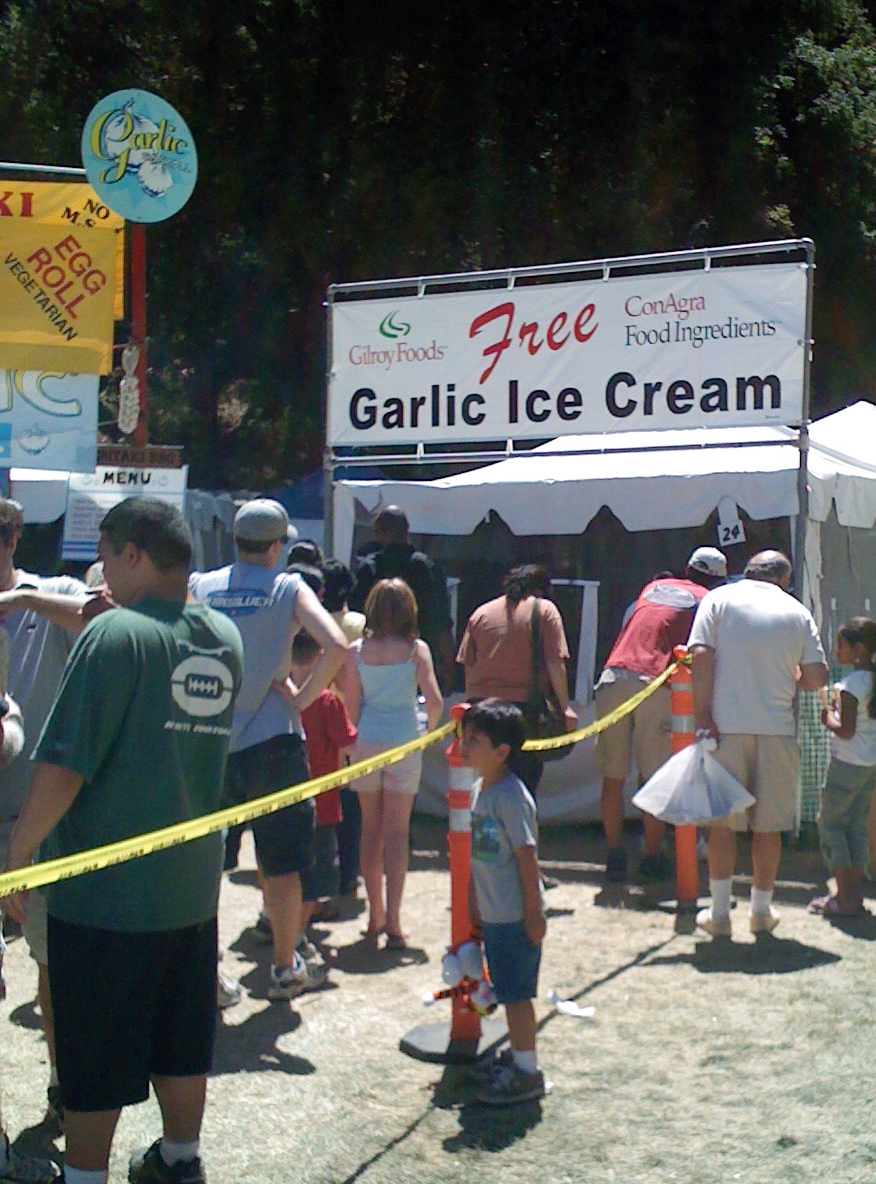
Kem tỏi tại Lễ hội Tỏi Gilroy 2007 ở Gilroy, California

Kem tỏi là một món ăn đặc trưng với một số công ước tỏi. Ví dụ như Lễ hội Tỏi Ithaca năm 1986 tại Ithaca, New York  và Lễ hội Tỏi Gilroy, kem tỏi là một trong những món tỏi đặc trưng của lễ hội trong một số thời điểm, năm 2000  và 2005. Nó cũng đã được trưng bày tại Lễ hội Tỏi Toronto 2011 ở Toronto, Canada  và Lễ hội Tỏi và Nghệ thuật Bắc Quabbin 2012 tại Trang trại của Forster ở Orange, Massachusetts.
Kem tỏi là một món ăn trong thực đơn của The Stinking Rose. Hương vị kem được coi là "nước sốt" đi kèm với các mặt hàng thực phẩm như bít tết, mặc dù nó cũng có thể được dùng như một món tráng miệng.

## Trong văn hóa phổ biến
Theo một ghi chép rằng người Do Thái có xu hướng thêm tỏi vào hầu hết các loại thực phẩm của họ, một cuốn tiểu thuyết của Julian Ursyn Niemcewicz mô tả người Do Thái Ba Lan ăn kem tỏi.

## Đọc
- Zimmern, A. (2012). Andrew Zimmern's Field Guide to Exceptionally Weird, Wild, and Wonderful Foods: An Intrepid Eater's Digest. Feiwel & Friends. tr. 77. ISBN 978-0-312-60661-9. Truy cập ngày 21 tháng 6 năm 2017.